# Poix-du-Nord Communal Cemetery Extension
Poix-du-Nord Communal Cemetery Extension is een Britse militaire begraafplaats met gesneuvelden uit de Eerste en Tweede Wereldoorlog, gelegen in de Franse gemeente Poix-du-Nord (Noorderdepartement). De begraafplaats werd ontworpen door William Cowlishaw en ligt aan de Rue Henri Roland op 580 m ten noorden van het centrum van de gemeente (gemeentehuis). Ze ligt nu binnen de omheining van de gemeentelijke begraafplaats maar werd tijdens Eerste Wereldoorlog als een militaire uitbreiding aangelegd. De begraafplaats heeft een nagenoeg rechthoekig grondplan met een oppervlakte van 621 m² en wordt omsloten door een natuurstenen muur. Het Cross of Sacrifice staat dicht bij de oostelijke muur en de open toegang bevindt zich in de zuidelijke muur.
Er liggen 93 Britse militairen uit de Eerste Wereldoorlog en 1 uit de Tweede Wereldoorlog begraven. De begraafplaats wordt onderhouden door de Commonwealth War Graves Commission.

## Geschiedenis
Poix-du-Nord werd eind oktober 1918 door Britse troepen veroverd. Hierna werd de begraafplaats aangelegd als uitbreiding van de gemeentelijke begraafplaats. Na de wapenstilstand werden graven vanuit Escarmain Communal Cemetery Extension naar hier overgebracht. Deze begraafplaats werd aangelegd door de Duitsers en lag achter de gemeentelijke begraafplaats. Na de verovering van het dorp werd ze door de 2nd Division verder gebruikt. Toen lagen er 20 Duitse en 27 Britse soldaten.

## Graven
- Derek Hurlstone Allen, piloot bij de Royal Air Force werd onderscheiden met het Distinguished Flying Cross (DFC). Hij werd in zijn Hawker Hurricane jachtvliegtuig tijdens een luchtgevecht neergeschoten op 18 mei 1940.[1] Hij is het enige slachtoffer uit de Tweede Wereldoorlog op deze begraafplaats.
- de sergeanten F. Cuthbert (Royal Garrison Artillery) en Charles Benjamin Caines (Royal Fusiliers), korporaal Herbert Walsh (Royal Engineers) en soldaat A.R. Lamerton (Dorsetshire Regiment) werden onderscheiden met de Military Medal (MM).